# Coletivo Nemesis
O Collectif Némésis, em português Colectivo Némesis . é uma associação e movimento francês que se descreve como de direita radical identitária e feminista. Foi criada em 23 de novembro de 2019, na França e recebeu o nome de Némesis, a deusa grega da vingança. Também atua na Suíça francófona desde junho de 2021. A Némesis acredita numa ligação entre imigração e criminalidade. Defende que os imigrantes não europeus, particularmente os muçulmanos, têm maior probabilidade de cometer violência contra as mulheres. A associação tem sido condenada como racista poroutras organizações feministas.
O coletivo é conhecido por ações práticas e discursivas contra a influência muçulmana na França e na Europa, pela exigência de respostas à crise imigratória e aos seus impactos na segurança e no sufrágio das mulheres europeias. Recebido favoravelmente pela direita radical, é repudiado e duramente criticado por vários coletivos feministas de esquerda radical e de centro liberal devido às suas posições feminacionalistas que colidem com a causa intersectária da esquerda, como a critica à ideologia de género, à imigração de povos anti-sufragistas e à prostituição; Também é criticada por sociólogos que combatem a direita radical pela sua instrumentalização de temas feministas para fins reacionários . Pode ser visto como um exemplo de feminacionalismo .
Segundo o sitio web do movimento, três objetivos orientam a sua missão:
- Denunciar todas as formas de violência contra as mulheres, tanto no quotidiano como no ambiente de trabalho ou nos espaços públicos.
- Denunciar o impacto considerado perigoso da imigração em massa sobre as mulheres ocidentais, com o intuito de trazer este tema para o debate público.
- Promover a civilização europeia, não como redutora das mulheres à condição de objeto, mas como o berço do seu florescimento.

## História

### Fundação
O Coletivo Némésis foi fundado em outubro de 2019 por um grupo de jovens mulheres que declararam não se rever nas correntes predominantes do feminismo contemporâneo, que consideram marcadas por uma orientação ideológica de esquerda[^4]. Entre os acontecimentos que motivaram a criação do coletivo estão as agressões sexuais na Alemanha durante a passagem de ano de 2015 para 2016, envolvendo migrantes em situação irregular, e o movimento MeToo em 2019[^5].
Segundo o site StreetPress, algumas fundadoras teriam anteriormente participado no grupo feminista anti-imigração, anti-islão e anti-católico Bellica, de Solveig Mineo, com o qual romperam relações devido a divergências ideológicas e à acusação de serem "católicas reacionárias"[^6].
A presidente do coletivo, Alice Cordier (nome fictício), e a porta-voz Mathilda estão entre as cofundadoras da organização[^7][^8]. A secção suíça do Coletivo foi lançada em junho de 2021, reunindo cerca de vinte jovens da Romandia em fevereiro de 2022, com atividades principalmente em Lausanne e na Suíça francófona[^9][^10][^11].
As militantes têm entre 18 e 30 anos. Algumas, como Alice Cordier, têm passagens por movimentos nacionalistas como a Action française[^13], enquanto outras, como Marie-Émilie Euphrasie, estiveram ligadas à Cocarde étudiante e integraram a campanha eleitoral de Marine Le Pen em 2022[^8].
Segundo o jornal Le Monde, em novembro de 2024 o coletivo reivindicava cerca de 200 militantes, embora apenas algumas dezenas estivessem ativamente envolvidas. A comunicação do grupo é descrita como eficaz e com grande alcance nas redes sociais[^15].

### Ações militantes na França (não exaustivo)
O jornalista Sébastien Bourdon observa que as estratégias do coletivo se assemelham às da agit-prop (agitação e propaganda) de movimentos identitários: ações de grande impacto visual, planeadas para gerar imagens fortes e estimular o debate, acompanhadas por uma comunicação organizada[^13].  .

#### #TodosNósMarchamos contra a violência contra as mulheres

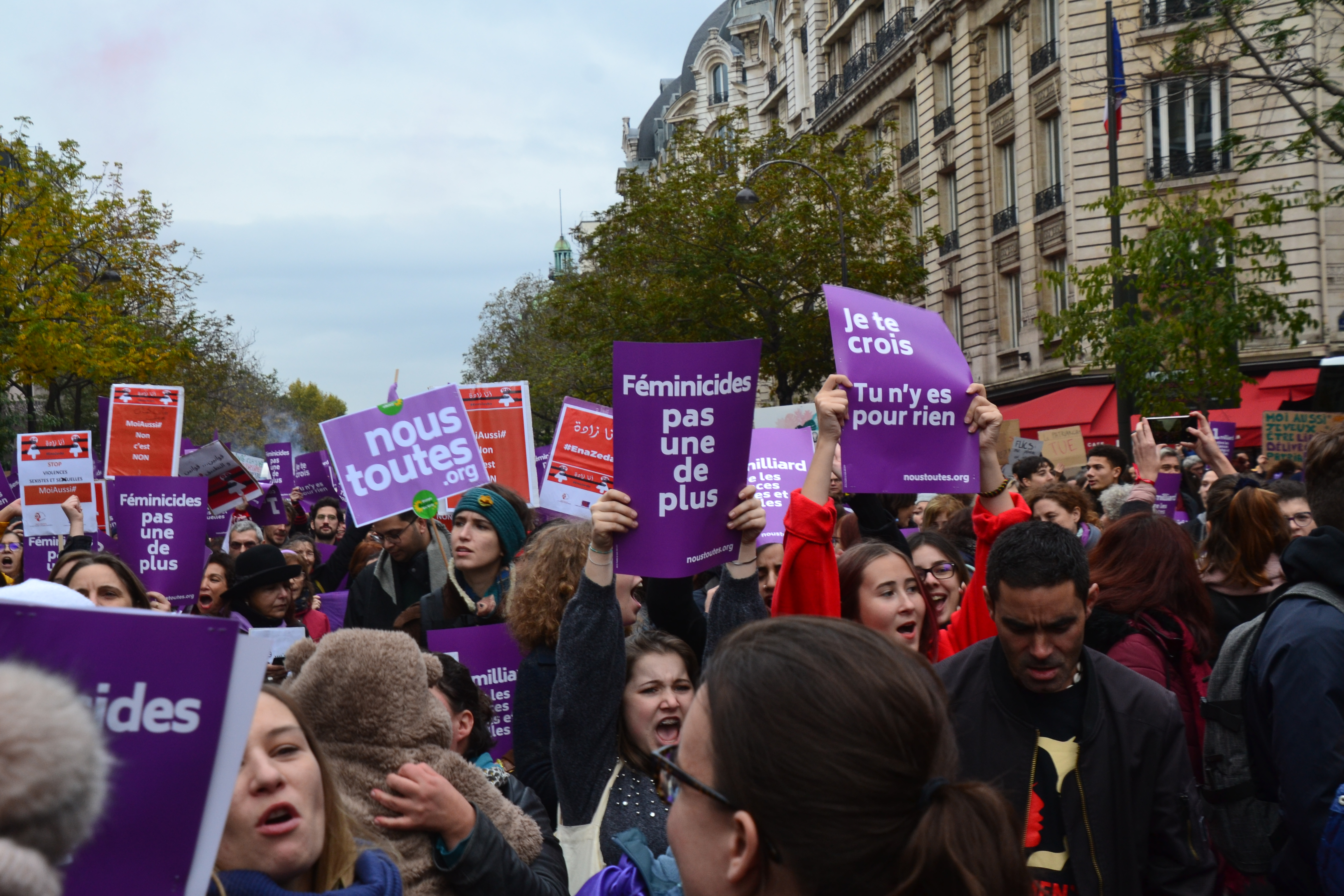
Marcha contra a violência sexista e sexual em Paris organizada por #NousToutes em novembro de 2019.

A 23 de novembro de 2019, o coletivo tornou-se conhecido do grande público ao participar com cinco militantes na marcha promovida pelo coletivo feminista #NousToutes, no contexto do Dia Internacional pela Eliminação da Violência contra as Mulheres. Algumas participantes já tinham ligações a movimentos como a Action française, a Cocarde étudiante ou o bar La Traboule, em Lyon, associado ao movimento Génération Identitaire  . Durante a manifestação, exibiram cartazes com mensagens que citavam "violadores estrangeiros" sobre violência sexual e imigração.  .  As pancartas foram inicialmente ocultadas e reveladas em frente às câmaras da cadeia LCI, sendo rapidamente afastadas do cortejo pelos organizadores, tratando-se portanto de uma operação de comunicação ,  ,  ,  .
A 20 de novembro de 2021, uma nova tentativa de participação na mesma manifestação gerou confrontos com outros manifestantes e militantes antifascistas, nomeadamente da Jeune Garde. A controvérsia girou em torno de uma faixa do Coletivo Némésis com a frase: «O ódio às mulheres não é um enriquecimento cultural», num contexto alusivo à condição das mulheres no Afeganistão e à migração afegã para França ! »
No dia 19 de novembro de 2022, militantes do coletivo participaram na manifestação vestidas com hijabs e niqabs, empunhando cartazes com frases como «feminista & islamista», em tom irónico. Segundo o coletivo, a ausência de reação negativa à sua presença ilustraria, na sua visão, a incoerência do neofeminismo perante o islamismo político. O coletivo #NousToutes, por sua vez, afirmou que se tratou de uma provocação e que as participantes foram rapidamente retiradas do local  ,  ,  .

#### Outras ações ativistas
A 18 de dezembro de 2020, Dia Internacional dos Migrantes, o coletivo realizou uma ação no exterior do Palácio Garnier, com bombas de fumaça e estênceis com mensagens polémicas[^26].

Em janeiro de 2021, organizaram uma manifestação no Trocadéro, com cartazes interrogando «França daqui a 50 anos?» e vestidas com burcas[^15].
Em janeiro de 2022, interromperam um comício de Valérie Pécresse no Zénith de Paris, gritando palavras de ordem e exibindo faixas com críticas à sua posição sobre o uso do véu universitário[^5].
Após a invasão da Ucrânia pela Rússia em 2022, o coletivo envolveu-se em ações de apoio humanitário. Contudo, o site StreetPress questionou a autenticidade dessas ações, classificando-as como essencialmente ópticas[^27].
A 2 de setembro de 2023, durante a feira de Lille, militantes do coletivo exibiram faixas com mensagens críticas da presença islâmica na cidade. Uma das faixas questionava a segurança na feira devido a “leituras salafistas nos liceus locais”. A investigação do Libération revelou que apenas um estabelecimento estaria envolvido. Três militantes foram detidas, e a presidente Alice Cordier anunciou processos por difamação contra órgãos de comunicação[^28][^29][^30].

Em novembro de 2023, o coletivo foi acusado de vandalismo na biblioteca da Universidade de Franche-Comté. Em janeiro de 2024, militantes interromperam uma conferência do deputado Louis Boyard na mesma universidade, sobre a lei do asilo e imigração .
Durante o carnaval de Besançon, em abril de 2024, duas militantes desfilaram com cartazes que associavam imigração a violência sexual. A presidente da câmara, Anne Vignot, apresentou queixa por incitamento ao ódio. O coletivo anunciou também uma queixa por alegadas violações da liberdade individual. A edil foi posteriormente alvo de ciberacusações e ameaças, levando à abertura de novo processo judicial.

### Ações ativistas na Suíça (não exaustivo)
Em novembro de 2021, durante uma marcha feminista em Lausanne, militantes da secção suíça exibiram um cartaz com a frase: «Violadores suíços: prisão. Violadores estrangeiros: expulsão». A situação exigiu intervenção policial para evitar confrontos[^10].
Nos dias 8 de março e 14 de junho de 2022, datas dedicadas à igualdade de género, o coletivo foi impedido de integrar os cortejos oficiais em Lausanne  .
Numa festa universitária organizada em abril de 2022 pela Universidade de Genebra para sensibilizar para a distribuição de GHB em festas como um meio de violações, o coletivo foi inicialmente convidado para distribuir pulseiras antidroga, mas o convite foi posteriormente retirado após críticas de estudantes e organizações.

## Discurso e análise crítica

### Objetivos e discursos
O colectivo reivindica três objectivos principais  ,  :
- Denunciar todas as formas de violência contra as mulheres, tanto no quotidiano como no ambiente de trabalho ou nos espaços públicos.
- Denunciar o impacto considerado perigoso da imigração em massa sobre as mulheres ocidentais, com o intuito de trazer este tema para o debate público.
- Promover a civilização europeia, não como redutora das mulheres à condição de objeto, mas como o berço do seu florescimento.

Sob estas três orientações, o Colectivo Némésis defende a protecção do chamado "homem branco", dos franceses autóctones que, segundo o grupo, estariam em risco de se tornar uma minoria no seu próprio país, e advoga no seu site a política de "remigração". A organização nega qualquer filiação à extrema-direita. O colectivo participou numa manifestação de apoio à Génération Identitaire aquando da sua dissolução.
Não é de todo surpreendente que esse feminismo identitário esteja em crescimento, enquanto na extrema esquerda, também é a política identitária antifa que ganha terreno, com os indigenistas e os decolonialistas . Nemesis tem um bom desempenho ao tentar preencher um espaço cada vez mais vago, as pautas de um feminismo universalista de esquerda que antes lutava contra o fundamentalismo religioso, em coerencia com as ameaças da crise imigratória e da inflûencia política de imigrantes oriundos de paises em que não ocorreu sufragio feminino. O coletivo, portanto, mistura comentários anti-imigração e críticas necessárias ao fundamentalismo religioso, particularmente ao islâmico. » [1] .
O Coletivo Nemesis é "composto por mulheres jovens entre 18 e 30 anos"  Ele opõe-se à "a islamização da sociedade" que, segundo ele, obrigaria todas as mulheres a usar o hijab ou o niqab  .
O colectivo acredita que a igualdade de género já foi alcançada  . No que diz respeito a outras questões sociais ligadas ao feminismo, o movimento é, segundo a Slate, hostil à PMA e à GPA  . Sem questionar o direito ao aborto, Nemesis afirma que existe um número « enorme, se não muito » de abortos na França e recusa-se a considerar a interrupção voluntária da gravidez como neutra no parorama de crise ocidental. O Némesis defende uma «complementaridade entre homens e mulheres», rejeitando a guerra de sexos numa sociedade pós-feminista e secular.
"Não deixaremos que ninguém nos diga que não nos podemos chamar feministas. Existem tantas definições para a palavra feminismo como mulheres", argumentam segundo o StreetPress. Ao L'Étudiant Libre, explicam que "não acreditam realmente no patriarcado". 
A visão do feminismo transmitida pelo Collectif Némésis também exclui as mulheres trans, questionando o seu estatuto de mulheres e opondo-se à transidentidade   . O Némesis opõe-se à inclusão de pessoas transgênero em competições de atletismo feminino  ,  .
Os seus activistas apontam os imigrantes muçulmanos como a principal causa do assédio de rua às mulheres  e associam o Islão à insegurança e à violência contra as mulheres  . Segundo Jean-Yves Camus, as agressões sexuais na véspera de Ano Novo de 2016 na Alemanha foram estabelecidas para Nemesis « a ideia de que o imigrante muçulmano é a nova figura do inimigo »  .
Então, eles desfilam em novembro de 2019 « contra a islamização » a pedido do movimento Génération Identitaire  . Em janeiro de 2022, ativistas interromperam a reunião de Valérie Pécresse no Zénith em Paris, durante a qual ergueram faixas com os dizeres « Pécresse, islamita de direita »  ,  . Em setembro de 2023, eles realizaram um happening durante o qual reivindicaram que as escolas secundárias da cidade de Lille ensinariam leituras salafistas aos seus alunos  . Mila Orriols, uma activista do Collectif Némésis, afirmou abertamente ser islamofóbica , como uma atitude própria do cenário político da pós-ironia.

### Artigos relacionados
- Action Française
- Feminacionalismo
- Femismo
- Feminismo e Feminismo_na_França
- Violência contra a mulher
- Imigração na Europa

1. 1 2  Sébastien Bourdon (janvier 2025). Drapeau noir, jeunesses blanches. [S.l.]: éditions du Seuil. ISBN 978-2-02-156628-4 Verifique data em: |ano= (ajuda).
2. ↑  Julien Chavanes (24 de novembro de 2024). «Némésis, des identitaires grimées en féministes». Le Monde (em francês). Consultado em 24 de novembro de 2024.
3. ↑  Alexandre Domovoï (28 de novembro de 2019). «Nous toutes ? Toutes, pas exactement…». Causeur (em francês). Consultado em 11 de fevereiro de 2023.
4. ↑  Leboucq, Fabien. «Manifestation #NousToutes : qui se cache derrière les "féministes anti-immigration" de Nemesis ?». Libération (em francês). Consultado em 11 de fevereiro de 2023.
5. ↑  Plottu, Pierre (28 de novembro de 2019). «"52 % des violeurs sont étrangers" : le RN et les stats, ça fait deux». slate.fr (em francês). Consultado em 11 de fevereiro de 2023.
6. ↑  Sudda, Magali Della (24 novembre 2022). «Dans la rue et sur les claviers, les petites filles de la Manif pour tous». Libération (em francês). Consultado em 12 de fevereiro de 2023 Verifique data em: |data= (ajuda).
7. ↑  Simovic, Yovan (21 de novembro de 2022). «Des féministes islamistes ? Le collectif d'extrême droite Némésis piège #NousToutes en manif». Marianne (em francês). Consultado em 12 de fevereiro de 2023.
8. ↑  «VRAI OU FAKE : Un collectif identitaire piège une manifestation et une eurodéputée». Franceinfo (em francês). 23 de novembro de 2022. Consultado em 12 de fevereiro de 2023.
9. ↑  Filoche, Germain (5 de maio de 2024). «Coup d'éclat ou coup de poing : l'extrême droite étudiante gagne les campus». Mediapart (em francês). Consultado em 8 de maio de 2024.
10. ↑  «Lausanne : Des féministes anti-immigration virées de la Grève du 14 juin». 20 minutes (em francês). 15 de junho de 2022. Consultado em 12 de fevereiro de 2023.
11. ↑  Fruchard, Tom (7 de dezembro de 2021). «Le collectif Némésis : féminisme identitaire ou identitarisme sous un voile féministe ?». Le Tote Bag - Média d'information quotidienne (em francês). Consultado em 23 de fevereiro de 2023.
12. ↑  «Photo polémique : quel est ce groupuscule identitaire qui a piégé Jean-Michel Blanquer le soir des élections ?». Midi libre (em francês). 26 avril 2022. Consultado em 12 de fevereiro de 2023 Verifique data em: |data= (ajuda).
13. 1 2 3 4  Dasinieres, Laure (19 de fevereiro de 2021). «Les petits secrets du Collectif Némésis, ces "Femen d'extrême droite"». Slate (em francês). Consultado em 12 de fevereiro de 2023.
14. ↑  StreetPress. «Némésis, le groupuscule d'extrême-droite qui se dit féministe». StreetPress (em francês). Consultado em 9 de junho de 2025
15. ↑  «Un collectif se revendiquant d'un féminisme "identitaire" détonne en Romandie». RTS (em francês). 22 de fevereiro de 2022. Consultado em 11 de fevereiro de 2023.
16. ↑  Frédéric Métézeau (26 de abril de 2024). «Nationalisme, "appel aux armes", cyber militantisme... Six mois au cœur de la mouvance de l'ultradroite». France Info (em francês). Consultado em 28 de abril de 2024
17. ↑  Laure Daussy (25 mars 2021). «Quand le « féminisme » est récupéré par l'extrême droite : le collectif Némésis (1/2)». Charlie Hebdo (em francês). Consultado em 11 février 2023 Verifique data em: |acessodata=, |data= (ajuda)
18. 1 2  Plottu, Pierre; Macé, Maxime (3 de setembro de 2023). «Lille : les identitaires des Némésis déploient deux banderoles racistes et finissent en garde à vue». Libération (em francês). Consultado em 8 de setembro de 2024
19. ↑  «DÉCRYPTAGE. Elles se disent "féministes identitaires", qui sont vraiment les militantes de Némésis ?». France 3 Bourgogne-Franche-Comté (em francês). 4 de outubro de 2024. Consultado em 8 de setembro de 2024
20. ↑  Charlotte Bozonnet (5 de julho de 2024). «Némésis, collectif xénophobe et « féministe » autoproclamé, et ses batailles idéologiques». Le Monde (em francês). Consultado em 8 de setembro de 2024
21. 1 2  Benichou, Sarah (27 de abril de 2022). «Némésis, ces féministes identitaires au service du « camp national »». Mediapart (em francês). Consultado em 8 de setembro de 2024
22. ↑  Kevin Storme (17 de fevereiro de 2022). «Alice Cordier, la rennaise à la tête du 'féminisme identitaire"». Le Telegramme (em francês). Consultado em 11 de fevereiro de 2023.
23. ↑  Élodie Safaris (28 de abril de 2024). «Il ne fallait pas inviter Mila sur BFM». Arrêt sur images (em francês). Consultado em 8 de setembro de 2024